# Intratec
Intratec era una compañía de armas de fuego con sede en Miami, Florida. El producto más famoso de la compañía fue la TEC-9.

## Historia
Intratec comenzó como Interdynamic USA, una rama de la empresa sueca de armas de fuego Interdynamic AB. Debido a la falta de mercado para armas de fuego en Suecia, AB Interdynamic estableció una filial en los Estados Unidos para vender la KG-9. Llamada Interdynamic USA, esta empresa se convirtió eventualmente en Intratec cuando George Kelgren dejó la compañía y Carlos García le cambió el nombre, y continuó vendiendo las variantes de la KG-99, que cambió su nombre a TEC-9. La empresa se disolvió en 2001.

## Productos
Intratec era conocida por varios modelos de pistola que tenían armazones de polímero y piezas de chapa de acero estampada.

### Serie CAT
Diseñadas por el armero israelí Nehemiah Sirkis, las CAT-9, CAT-380, CAT-40 y CAT-45, son pistolas semiautomáticas con armazón de polímero que disparan los cartuchos 9 x 19 Parabellum, 9 x 17 Corto, .40 S&W y .45 ACP, respectivamente. Su diseño es un derivado de la pistola de acero Sardius SD-9 diseñada por Sirkis.

### Serie Protec
Las Protec-22 y Protec-25 son pequeñas pistolas semiautomáticas que disparan los cartuchos .22 Long Rifle y 6,35 x 17 Browning, respectivamente. La Protec-25 es un clon de la CZ 45.

### TEC-9

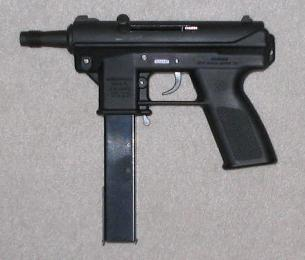
Una TEC-9.

La TEC-9 es la tercera versión de esta pistola fabricada y ofertada por uno de los socios iniciales originales, que primero produjeron la pistola semiautomática KG-9 que disparaba a cerrojo abierto, seguida por la pistola semiautomática KG-99 que disparaba a cerrojo cerrado. El nombre de TEC-9 empezó a emplearse cuando Kelgren dejó la compañía y Carlos García quedó a cargo de Intratec.

### TEC-22

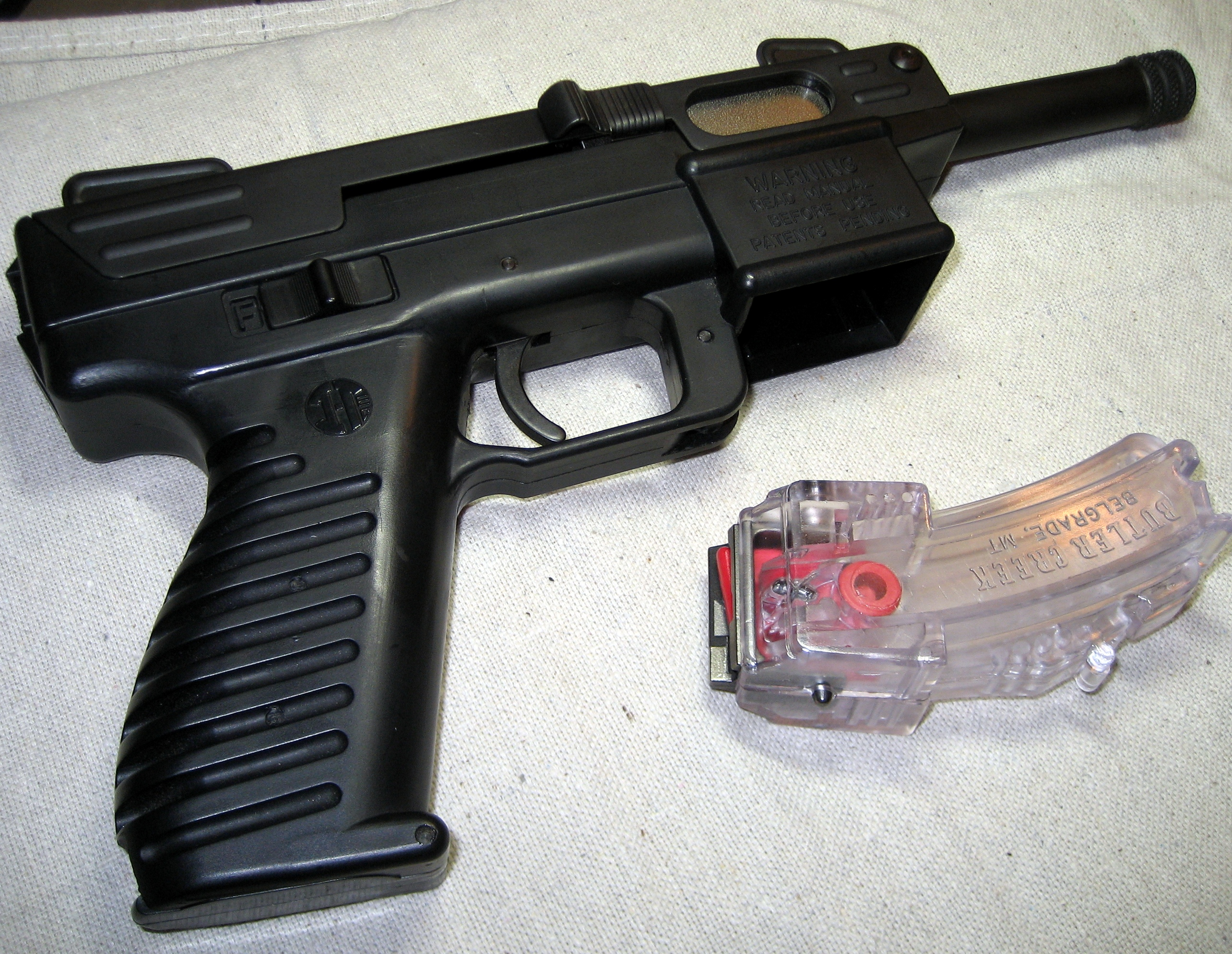
Una Intratec TEC-22.

La TEC-22 es una pistola que dispara el cartucho .22 Long Rifle. Utiliza los cargadores de la carabina semiautomática Ruger 10/22. 

### TEC-38
La TEC-38 es una pistola tipo Derringer con armazón de polímero y dos cañones, que dispara el cartucho .38 Special. También se fabricó para disparar los cartuchos .22 WMR, .32 H&R Magnum y .357 Magnum.